# Börje Hedlund
Karl Börje Hedlund, född 13 november 1909 i Sankt Matteus församling i Stockholm, död 15 april 2005 i Sofia församling, var en svensk målare.
Han var son till instrumentmakaren Edvard Hedlund och Maria Hasselberg och från 1938 gift med Sally Lundberg. Hedlund studerade vid Konsthögskolan i Stockholm 1931–1937 och under studieresor till Paris, Italien, England och Spanien. Separat ställde han ut på Institut Tessin i Paris 1938 och på Modern konst i hemmiljö 1939 och i ett flertal svenska städer. Han medverkade i utställningen Bumerangen på Liljevalchs konsthall och i samlingsutställningar på ett flertal platser i Mellansverige. Han tilldelades Carl Larsson stipendium 1934, von Beskows stipendium 1941 och C.L. Kinmansons stipendium 1942. Hans konst består av naket, landskap och stilleben med frukter i olja eller pastell. Vid sidan av sitt eget skapande var han bildlärare vid Grünewalds målarskola och Académie Libre i Stockholm. Hedlund är representerad vid Moderna Museet  och i Statens historiska museum i Stockholm.